# Jens Lausen

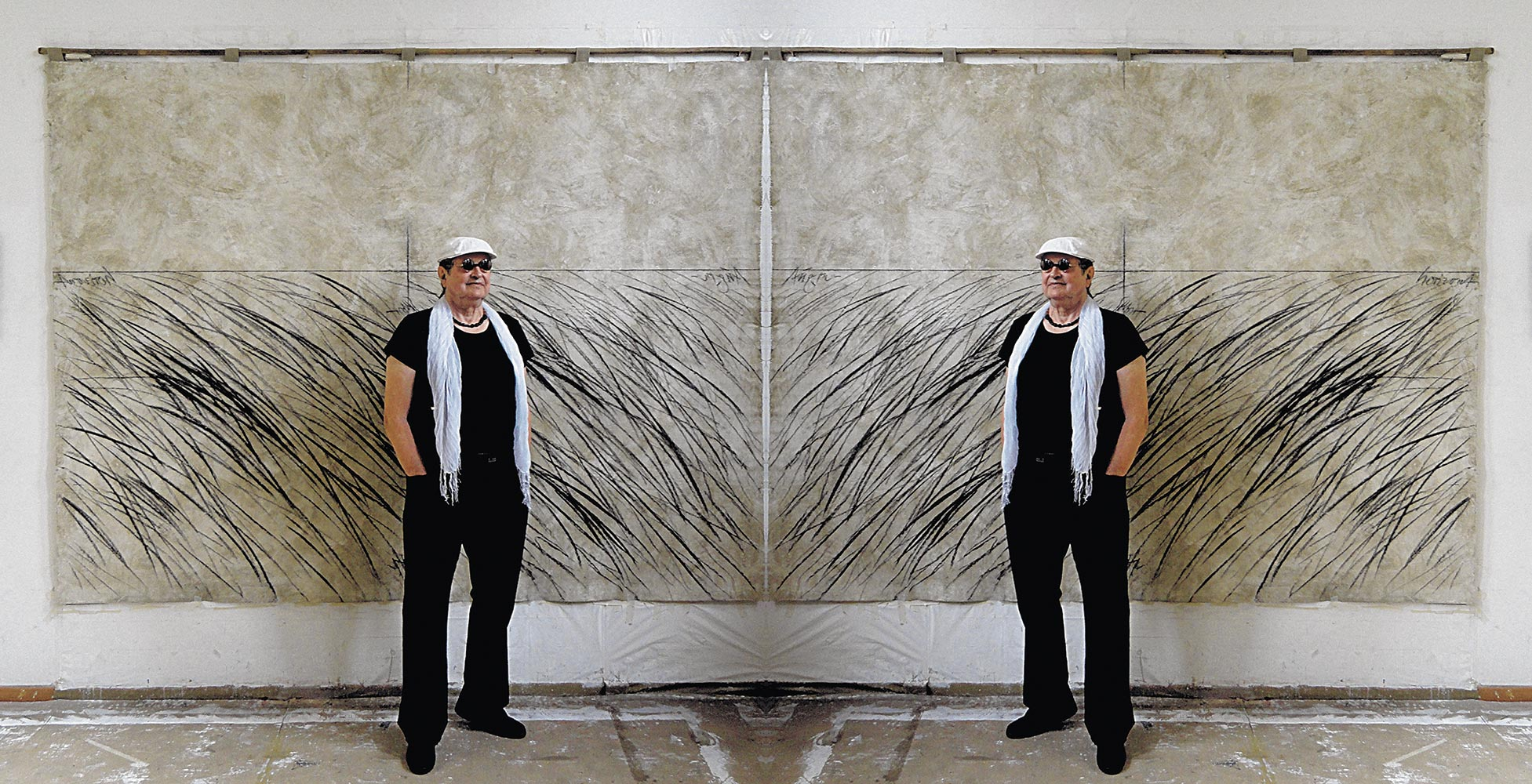
Jens Lausen (2013)

Jens Lausen (* 18. August 1937 in Altona, heute Hamburg; † 13. Juni 2017 in Hamburg-Bergedorf) war ein deutscher Maler und Grafiker der „Neuen Landschaft“.

## Leben und Werk

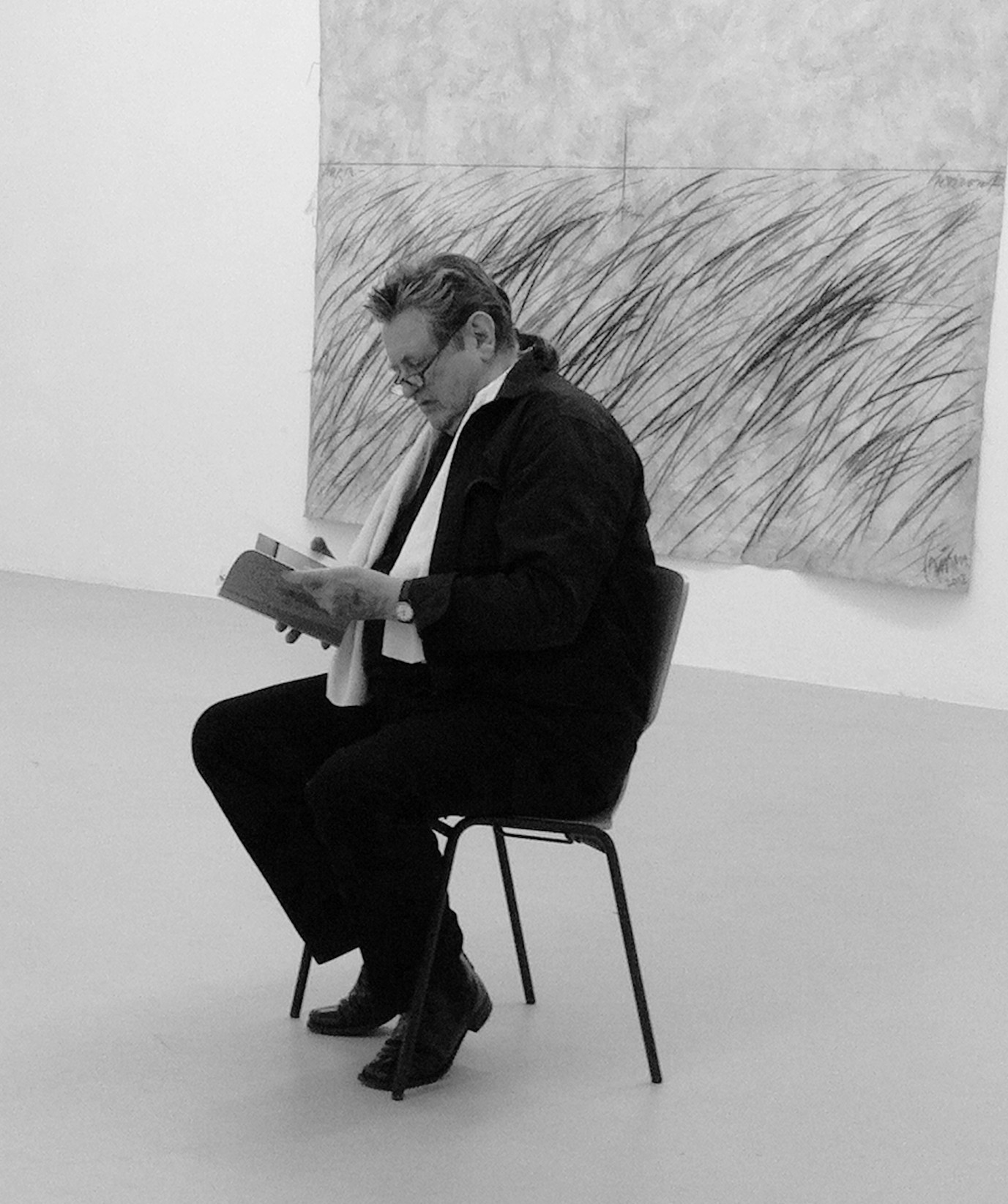
Jens Lausen / Der Leere Raum / Künstlerhaus Sootbörn / 7.–21. April 2013 / Ausstellungseröffnung im Rahmen des Forums für Künstlernachlässe

Jens Lausen absolvierte von 1955 bis 1957 in einem Hamburger Kaufhaus eine Ausbildung als Gebrauchswerber. Von 1955 bis 1958 studierte er an der Hochschule für bildende Künste Hamburg unter anderem bei Kurt Kranz, Werner Bunz und Georg Gresko. 1964 begann er „Künstliche Landschaften“ zu malen und war, zusammen mit Hans-Jürgen Kleinhammes und Werner Nöfer, Mitbegründer der deutschen Nachkriegs-Kunstrichtung „Neue Landschaft“, die sich durch Darstellungen einer geometrischen, ornamentalen, mit technischen Versatzstücken angereicherten Landschaftsauffassung hervorhob. Wie Kleinhammes und andere Maler der „Neuen Landschaft“ in den 1970er- und 1980er-Jahren sah sich Lausen von Caspar David Friedrich angeregt, mit dem er – wie auch mit Giorgio de Chirico – schon in frühen Jahren in der Hamburger Kunsthalle in Berührung gekommen war. Lausens besonderer Beitrag bestand in der „Künstlichen Landschaft“, also einer von Menschen gestalteten Landschaft (Cityscape, Industrielandschaft). 1965 erhielt Lausen das Stipendium des Kulturkreises im Bundesverband der deutschen Industrie (B.D.I.) und 1966 den Kunstpreis der Böttcherstraße in Bremen.
Es folgten von 1970 bis 1978 längere Arbeitsaufenthalte in London und New York City und eine Lehrtätigkeit als Dozent für Malerei an der Gesamtuniversität Kiel, Fachbereich Gestaltung, (Muthesius Kunsthochschule). Seit 1969 setzte er seine artifiziellen und psychedelischen Bildräume nicht nur in großformatigen Ölgemälden um, sondern gleichzeitig auch in nummerierte und signierte Siebdrucke, die von zahlreichen Grafik-Editionen vertrieben wurden. Neben zahlreichen Einzelausstellungen markierte die große Schau Der Bruch in der Hamburger Kunsthalle 1980 den vorläufigen Höhepunkt seines seit 1964 relevanten Themenkreises der Landschaften sowie von Land-Art-ähnlichen Kästen in Form von Steinen, Stöcken und Stillleben (nature morte).
Längere Zeit reiste Lausen durch Südamerika, später zu den Papuas nach Neuguinea und meditierte in einem buddhistischen Kloster in Ladakh im Himalaya. Von 1980 bis 1992 lebte und arbeitete er auf einer kleinen Tropeninsel der Philippinen, wo er heiratete und 1985 und 1989 auch seine beiden Kinder Johannes und Melody geboren wurden. 1992 zeigte er unter dem Titel The Inner Horizon im Metropolitan Museum of Manila die auf der Insel neu entstandenen Arbeiten in einer umfassenden Einzelausstellung.
1993 kehrte Lausen nach Deutschland zurück und lebte seitdem im Künstlerhaus Hamburg-Bergedorf.
2001 folgte der autobiographische Roman Von Augenblick zu Augenblick. In dem 2004 von Lausen gegründeten EGO-Verlag Hamburg wurden über 40 eigene Text-, Gedicht- und Bildbände veröffentlicht. 2012 übergab er einen Teil seines Werkes dem Forum für Nachlässe von Künstlerinnen und Künstlern in Hamburg.
Lausen wurde mit zahlreichen Kunstpreisen ausgezeichnet und zeigte seine Werke seit 1964 regelmäßig in über 150 Ausstellungen in Europa, den USA, Afrika, Australien, Asien und Ozeanien, darunter auch in einer Einzelausstellung im Kuppelsaal der Kunsthalle Hamburg, im Metropolitan Museum Manila und Kampnagel. Dazu kommen zahlreiche Arbeiten in privaten und öffentlichen Sammlungen und Museen, unter anderem in der Kunsthalle Hamburg, der Kunsthalle zu Kiel, der Kunsthalle Bremen, im Landesmuseum Hannover, im Kunstmuseum Wolfsburg, in Schloss Gottorf sowie in der Tate Britain. Lausen ist erwähnt in über hundert Publikationen, darunter kunstgeschichtliche Bücher, Kataloge, Zeitschriften, TV-Berichte und Filme.
Jens Lausen starb im Juni 2017 kurz vor seinem 80. Geburtstag in seinem Atelier im Künstlerhaus Hamburg-Bergedorf.

## Ausgewählte Werke
„Jens Lausen hat aus der Betrachtung der Landschaft, ihrer natürlichen und künstlichen Teile, schließlich zu jener Kontemplation gefunden, in der der leere Raum zum sinnerfüllten Ort des Selbst wird.“

Jens Lausen veröffentlichte insgesamt drei Kataloge, welche seine Werke seit 1974 umfassend darstellen. Sein dritter, im Jahr 2013 erschienener Katalog Der leere Raum beinhaltet Werke der Jahre 1993 bis 2012.

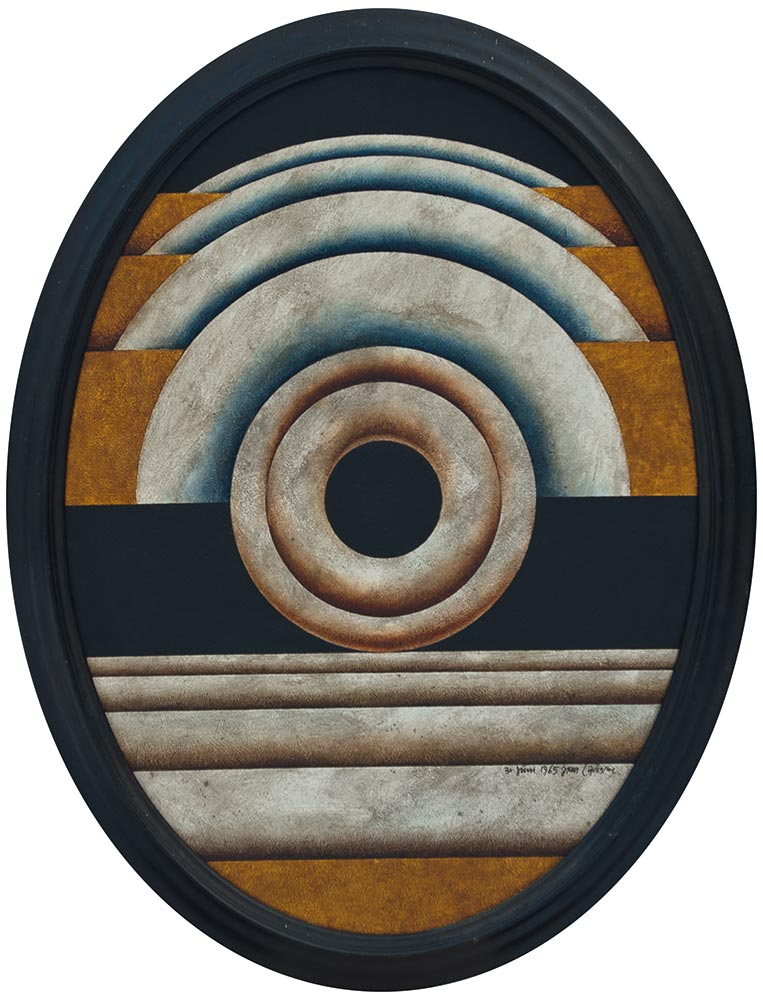
Ovale Landschaft, 1965, Öl/Blattgold, Hartfaser, 80 × 65
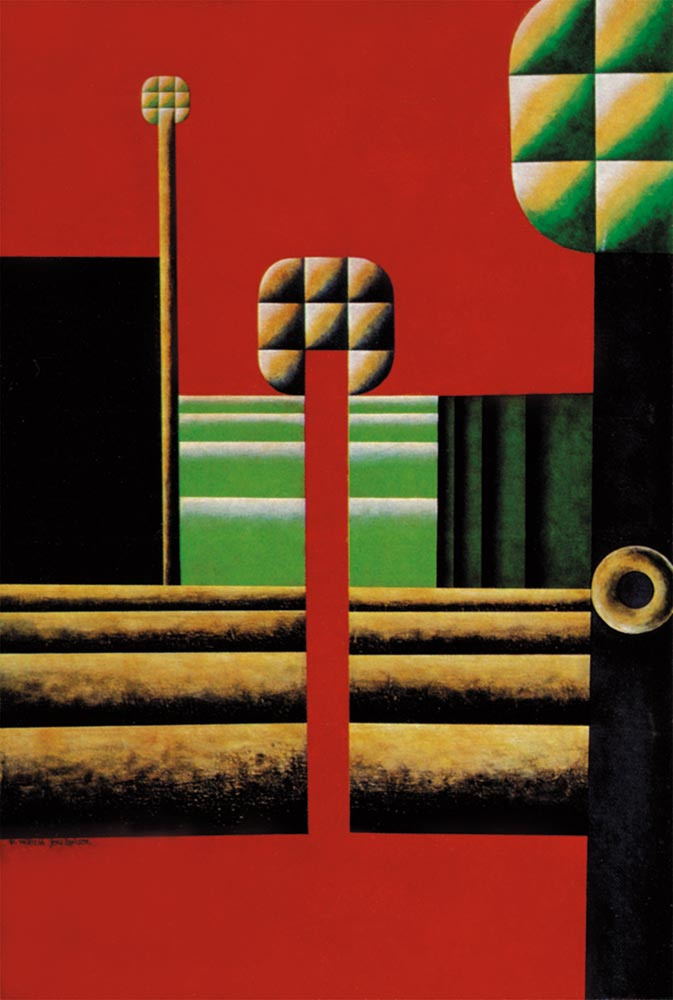
Plateau 1966, Öl/Leinwand, 120 × 80
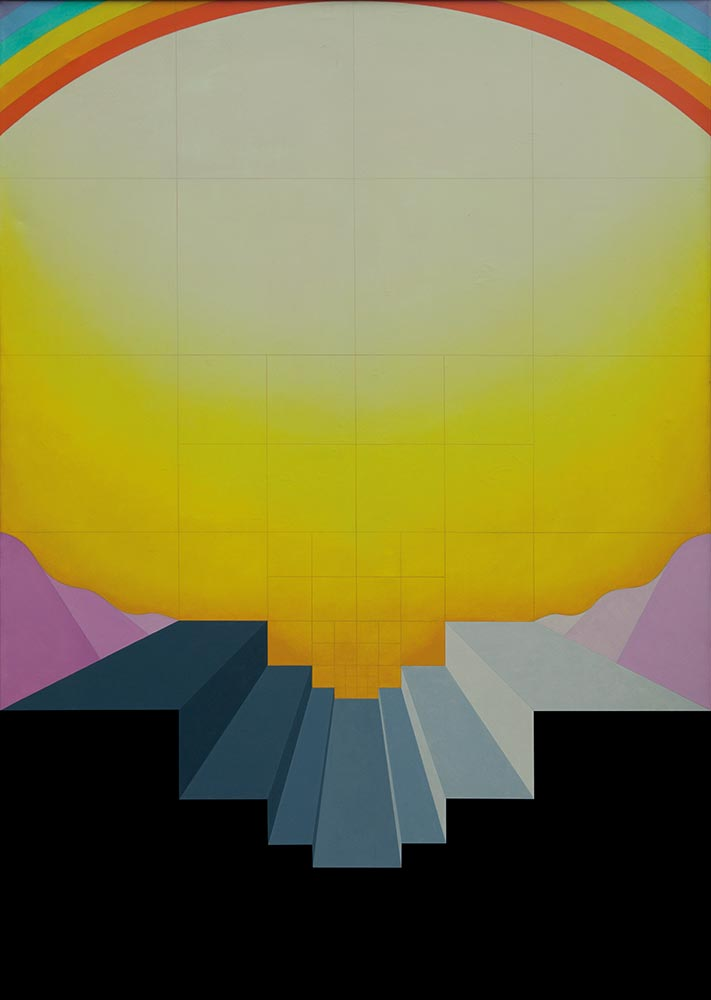
Der Himmel ist voller Linien, 1972, Öl/Leinwand, 175 × 125
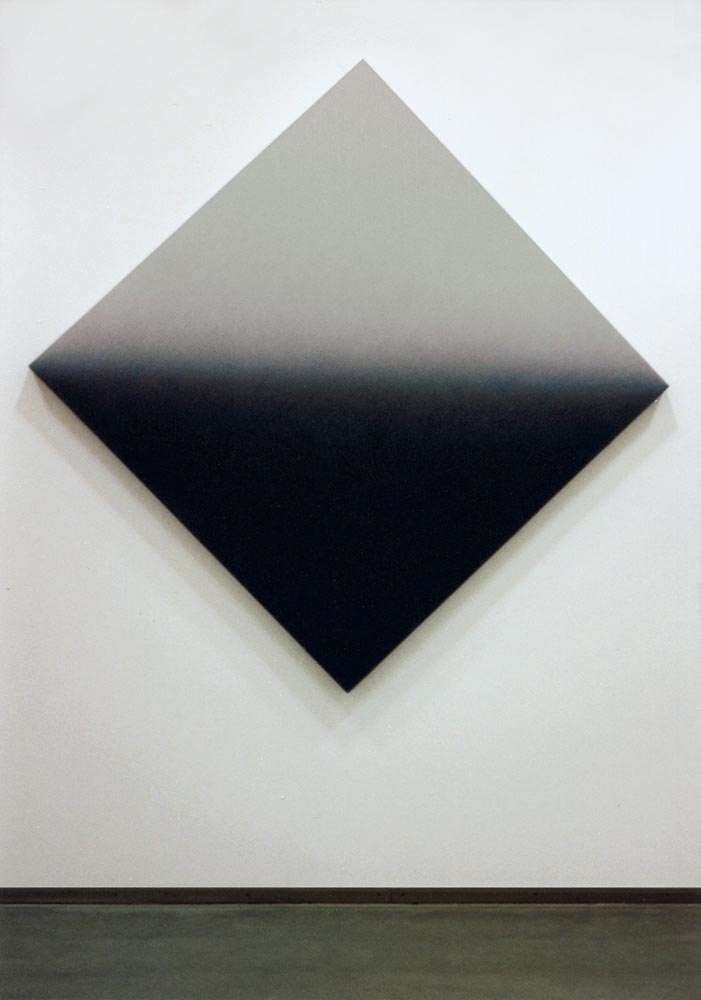
Der verlorene Horizont, 1996, Öl/Leinwand, 160 × 160
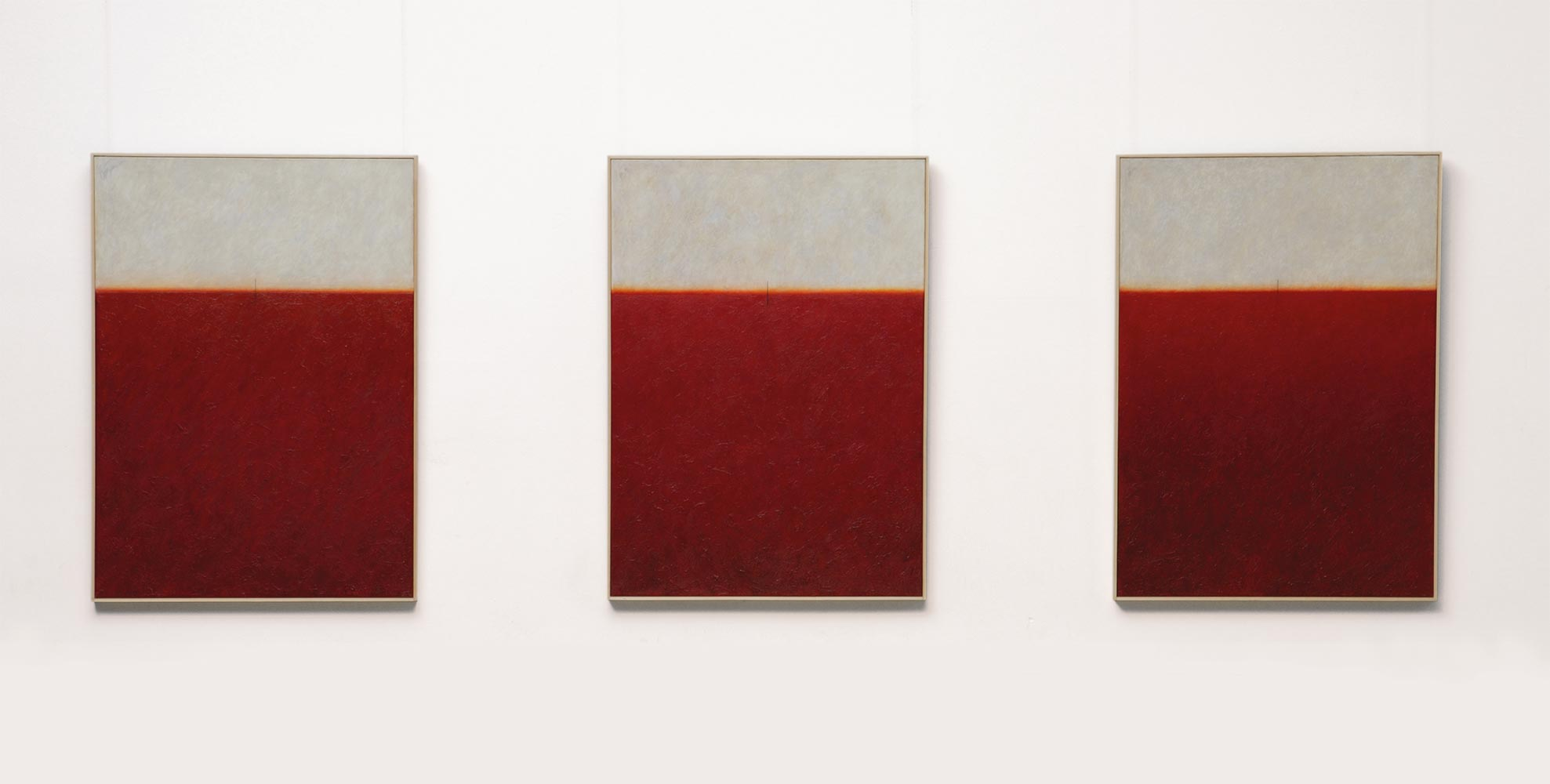
Triptychon: Der innere Horizont I–III, 2011, Öl/Leinwand, jeweils 140 × 100

## Einzelausstellungen (Auswahl)
- 1965: Jens Lausen, Galerie Falazik, Bochum
- 1967: Jens Lausen – Signale, Stationen, Landschaften, Galerie Brusberg, Hannover
- 1967: 1. Kunstmarkt Köln, Kölnischer Kunstverein, (vertrat dort die Galerie Brusberg)
- 1969: Jens Lausen – Signals, Stations, Landscapes, Marlborough Fine Art, London;
- 1969: Kunsthalle zu Kiel, Schleswig Holsteinischer Kunstverein
- 1970: Alexej-Iljitsch Baschlakow – Jens Lausen, Kunstverein Mannheim
- 1971: Overbeck-Gesellschaft, Lübeck
- 1972: Galerie Walther, Düsseldorf
- 1973: Galerie Arnesen, Kopenhagen, Dänemark
- 1974: Galerie Langsam, Armadale, Australien
- 1974: Onstad Museum, Oslo, Norwegen
- 1980: Der Bruch, Kunsthalle Hamburg
- 1993: Jens Lausen, The Inner Horizon. 1981–1992, Goethe-Institut, Manila, Metropolitan Museum Manila
- 1996: Der leere Raum, Galerie Barlach, Hamburg
- 1997: Vom Weglassen, Kampnagel K:3, Hamburg
- 1998: Zeichnungen C. 15, Hamburg
- 1998: Der leere Raum, Galerie Frebel, Westerland, Sylt
- 1999: Abschied von Morgen, Künstlerhaus Hamburg-Bergedorf
- 2002: Im Selbstermessen, Künstlerhaus Hamburg-Bergedorf
- 2004: Andenken, Künstlerhaus Hamburg-Bergedorf
- 2005: Kontakte, New York City, NY, USA
- 2005: Archiv der Gegenwart, Fotos 1975–1976, Künstlerhaus Hamburg-Bergedorf
- 2008: Horizontales Sein, 3. bis 23. Oktober 2008, Gedichte, Zeichnungen, Malerei (1965–2008), Künstlerhaus Hamburg-Bergedorf
- 2010: Stufen, Malerei, Zeichnungen, Gedichte, Künstlerhaus Hamburg-Bergedorf
- 2013: Jens Lausen, Forum für Nachlässe von Künstlerinnen und Künstlern, Hamburg (7. bis 21. April 2013)

## Ausstellungskataloge (Auswahl)
- 1965: ars viva '65  Kulturkreis im Bundesverband der Deutschen Industrie, Leverkusen, Nürnberg, Frankfurt, Kunstverein e. V. Augsburg, Oldenburger Kunstverein, 1965/1966
- 1966: Deutscher Kunstpreis der Jugend, Malerei, Staatliche Kunsthalle Baden-Baden, 1966
- 1967: Tokyobiennale, The International Art Promotion Association
- 1967: 128. Frühjahrsausstellung, Kunstverein Hannover
- 1967: Deutscher Künstlerbund, 15. Ausstellung Badischer Kunstverein Karlsruhe e. V.
- 1968: Aktuelle Kunst in Hamburg, Kunsthaus Hamburg, Initiative, Auswahl, Organisation durch die Ausstellenden
- 1968: Unsere Sammlung, Kunstverein Bremen
- 1968: Deutscher Künstlerbund, 16. Ausstellung, Kunsthalle Nürnberg
- 1968: German Painters of today (A contribution of the German Art Council to the Adelaide Festival of Arts)
- 1969: Maler um 30, Museum Ulm
- 1970: Hamburg – Marseille, Tendances actuelles, Ecole d' Art et d'architecture, Goethe-Institut Marseille
- 1970: Meister der Druckgrafik in der deutschen Kunst des 20. Jahrhunderts, Kunstverein Hamburg
- 1972: A journey into the universe of art, Fischer Fine Art Limited London
- 1972: Internationale Grafik des 20. Jahrhunderts, Galerie Wilbrand, Köln, Lagerkatalog 6, 1972
- 1972: Neue Kunst im Alten Bauernhof, Jaeschke, Frielinghaus, Archiv Nr. 4, Haus Laer in Bochum
- 1973: Internationale Handzeichnungen 1, Galerie Wilbrand, Köln, Katalog 8, 1973
- 1973: Landschaft Räume Umwelt, Museum Bochum
- 1973: Große Kunstausstellung München, Haus der Kunst, München
- 1973: International Bienale of Graphic Art, Moderna Galerija Ljubljana Jugoslavia
- 1973: Tyske Tenderser, Kunstpavillonen Esbjerg, Nordjyllands Kunstmuseum Aalborg, Dänemark
- 1973: 6. Internationale Triennale für farbige Druckgrafik, Haldenschulhaus, Kunstgesellschaft Grenchen, Schweiz
- 1974: 5. Międzynarodowe Biennale Grafiki w Krakowie, Pawilon Wystawowy Kraków+Intergrafia Katowice, Polen
- 1974: 2. Norske Internasjonale grafikk Biennale, Fredrikstad, Norwegen
- 1974: 3. Internationale Grafik Biennale, Kunstverein zu Frechen, Frechen
- 1974: Kunstreport Katalog 1974, Deutscher Künstlerbund e. V., Berlin
- 1974: International Art Exhibition, ITT Art Collection, Miami Art Center, Pacific Science Center, California Museum of Science, Houston Museum of Natural Science, Museums in: Atlanta, Hartford, Boston, Chicago, Toronto, and Minneapolis
- 1976: Die neue Landschaft, Wanderausstellung 1976, 65. B.A.T. Ausstellung in Hamburg und B.R.D.
- 1976: 4. Internationale Grafik Biennale, Kunstverein zu Frechen, Frechen
- 1976: New talent in printmaking, Associated American Artists, 663 Fifth Ave., New York City, NY, USA
- 1978: Portraits heute, Wanderausstellung früherer Preisträger des Kulturkreises im Bundesverband der Deutschen Industrie
- 1978: International of Drawings, Christchurch Art Festival R. McDougall Art Gallery, Christchurch, Neuseeland
- 1978: Berichte 1978/79, Schleswig-Holsteinisches Landesmuseum Schloss Gottorf, Schleswig
- 1979: Landschaften, Wanderausstellung früherer Preisträger des Kulturkreises im Bundesverband der Deutschen Industrie
- 1980: Stadt (Hamburger Künstler), Kunstverein Hamburg
- 1980: Von der Sehnsucht zu Fliegen, Westbank Hannover
- 2005: Kürschners Handbuch bildender Künstler (Deutschland, Österreich, Schweiz), K.G. Saur Verlag, München
- 2008: Jens Lausen Gesamtkatalog, Texte und Kommentare 1965–2009, Band 1–13, Malerei, Zeichnungen, Grafik, Skulptur, Text
- 2009: Kunstadressbuch, 20. Ausgabe, (Deutschland, Österreich, Schweiz), K.G. Saur Verlag, München
- 2018: ALLE. Künstlerinnen und Künstler in der Overbeck-Gesellschaft Lübeck 1918–2018,  Jubiläumsausstellung zum einhundertjährigen Bestehen der Overbeck-Gesellschaft, Kunstverein Lübeck

## Bibliographie (Kataloge)
- 1963: Jens Lausen, Marlborough Fine Art, London
- 1965: Jens Lausen, Katalog, 1965, Galerie Falazig, Bochum
- 1967: Jens Lausen – Signale, Stationen, Landschaften, Galerie Brusberg, Hannover
- 1970: Jens Lausen, Ausstellung Mannheimer Kunstverein
- 1971: Jens Lausen – Signale, Stationen, Landschaften im Raum, Overbeck-Gesellschaft, Lübeck
- 1974: Jens Lausen – Künstliche Landschaften 1971–1974, Galerie Kammer Hamburg, Galerie Wilbrand Düsseldorf, Böttcherstraße G.m.b.H. Bremen
- 1979: Jens Lausen – Druckgrafikverzeichnis 1969–1979, Galerie Walther, Düsseldorf
- 1980: Jens Lausen – Der Bruch. 1974–1979. Ausstellungskatalog der Kunsthalle Hamburg (Einzelausstellung), Christians, Hamburg, 1980
- 1991: Jens Lausen – The Inner Horizon. 1991–1992. Ausstellungskatalog Metropolitan Museum Manila, 1991
- 2013: Jens Lausen – Der leere Raum. 1993–2012. Katalog 80 Seiten und über 80 farbige Abbildungen, Hamburg, 2013

## Bibliographie (Texte und Gedichte)
Die nachfolgenden Texte und Gedichte sind in dem von Lausen gegründeten EGO-Verlag Hamburg erschienen.
- Jens Lausen: Von A–Z, Erster Teil: A–K. (Poetische Prosa), Edition Nr. 1, Nr. 1
- Jens Lausen: Von A–Z, Zweiter Teil: L–S. (Poetische Prosa), Edition Nr. 2, Nr. 1
- Jens Lausen: Von A–Z, Dritter Teil: T–Z. (Poetische Prosa), Edition Nr. 3, Nr. 1
- Jens Lausen: Das A und O, 2003, Gedichte, Edition Nr. 4, Nr. 1
- Jens Lausen: Bildfelder, 2005, Gedichte, Edition Nr. 5, Nr. 1
- Jens Lausen: Ausgewählte Gedichte, 2013, Spätlese, Edition Nr. 6
- Jens Lausen: Von Augenblick zu Augenblick, Auszug 1, Erstes Kapitel Vom Tod, 2000/01, Edition Nr. 7
- Jens Lausen: Von Augenblick zu Augenblick, Auszug 2, Erstes Kapitel Vom Krieg, Neuntes Kapitel Aus der Kindheit, 2000/01, Edition Nr. 8
- Armin Giese: Grenzflüsse überall, 2004/2005, Gedichte, Edition Nr. 10, Nr. 1–11
- Jens Lausen: Fundstücke, 2005, Gedichte, Edition Nr. 11, Nr. 1–2
- Jens Lausen: Gesänge hör ich im leeren Raum, 2005, Gedichte, Edition Nr. 12, Nr. 1–8
- Jens Lausen: Alles in allem, 2005, Gedichte, Edition Nr. 13, Nr. 1–8
- Jens Lausen: Unter der Haut, 2005, Gedichte, Edition Nr. 14, Nr. 1–8
- Melody Lausen: Melody's life, 2005, Zeichnung und Text, Edition Nr. 15, Nr. 1–10
- Jens Lausen: The very moment, 2006, Neue Gedichte, Edition Nr. 16, Nr. 1–7
- Jens Lausen: Der geteilte Horizont, 2006, Neue Gedichte, Edition Nr. 17, Nr. 1–11
- Jens Lausen: Jenseits, 2006, Redensart, Neue Gedichte, Edition Nr. 18, Nr. 1–8
- Armin Giese: Himmel unter Sternen, 2006, Neue Gedichte, Edition Nr. 19, Nr. 1–18
- Jens Lausen: Beiläufig (Brüche), 2006, Neue Gedichte, Edition Nr. 20, Nr. 1–15
- Jens Lausen: Alles ist Leinwand, 2006, Neue Gedichte, Edition Nr. 21, Nr. 1–15
- Jens Lausen: Stille Schatten Ufer, 2007, Neue Gedichte, Edition Nr. 22, Nr. 1–8
- Jens Lausen: Zwischen Raum Zeit und Leere, 2007, Neue Gedichte, Edition Nr. 23, Nr. 1–11
- Armin Giese: Nachklang, 2008, Neue Gedichte, Edition Nr. 24, Nr. 1–20
- Jens Lausen: Aneignung, 2008, Neue Gedichte, Edition Nr. 25, Nr. 1–15
- Jens Lausen: Horizontales Sein, 2008, Neue Gedichte, Edition Nr. 26, Nr. 1–15
- Jens Lausen: So für mich hin …, 2008, Neue Gedichte, Edition Nr. 27, Nr. 1–15
- Jens Lausen: So oder So, 2009, Neue Gedichte, Edition Nr. 28, Nr. 1–15
- Jens Lausen: Stufen, 2009, Neue Gedichte, Edition Nr. 29, Nr. 1–15
- Jens Lausen: Brüche, 2013, Neue Gedichte, Edition Nr. 30, Nr. 1–15
- Jens Lausen: Herbstzeitlos, 2013, Neue Gedichte, Edition Nr. 31, Nr. 1–15
- Jens Lausen: Geborgtes Sein, 2014, Neue Gedichte, Edition Nr. 32, Nr. 1–15
- Armin Giese: Als wir den Weg fanden... 2015, Neue Gedichte, Edition Nr. 33, Nr. 1–15
- Jens Lausen: Sonnentau, 2015, Neue Gedichte, Edition Nr. 34, Nr. 1–15
- Jens Lausen: Der andere Horizont, 2015/16, Gedichte, Edition Nr. 35, Nr. 1–15
- Jens Lausen: Das wiedergefundene Sein, 2016, Gedichte, Edition Nr. 36, Nr. 1–15
- Jens Lausen: Farben des Augenblicks, 2016, Gedichte, Edition Nr. 37, Nr. 1–15
- Jens Lausen: Gehwege, 2016, Neue Gedichte, Edition Nr. 38, Nr. 1–15
- Jens Lausen: Der blinde Fleck, 2016, Gedichte, Edition Nr. 39, Nr. 1–15
- Armin Giese: Schon Mittag …, 2017, Gedichte, Edition Nr. 40, Nr. 1–15
- Jens Lausen: … an und für sich …, 2017, Gedichte, Edition Nr. 41, Nr. 1–15
- Jens Lausen: Weg, 2017, Fotos, Edition Nr. 42